# Francis Maitland Balfour

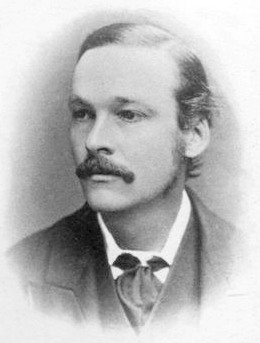
Francis Maitland Balfour

Francis Maitland Balfour (* 10. November 1851 in Edinburgh, Schottland; † 19. Juli 1882 am Mont Blanc nahe Martigny, Schweiz (Bergunfall)) war ein schottischer Zoologe.

## Leben
Balfour war ein Sohn von James Maitland Balfour, Gutsherr von Whittingehame in East Lothian, und seiner Frau Lady Blanche Cecil, die eine Tochter der 2. Marquess of Salisbury war. Er war der jüngere Bruder des britischen Politikers Arthur Balfour, 1. Earl of Balfour (1848–1930). Er besuchte die Harrow School, wo er durchschnittlicher Schüler war. Allerdings unterstützte ihn einer seiner Lehrer, George Griffith, bei den naturwissenschaftlichen Fächern. Vor allem für die Geologie zeigte er Interesse.
Er studierte ab 1870 am Trinity College in Cambridge, wo er dann im Jahre 1876 Dozent wurde, später 1882 Professor der Embryologie. Er verunglückte tödlich während einer Bergtour in den Alpen am 18. oder 19. Juli 1882. Er hatte versucht, den Mont Blanc zu erklimmen.

## Wissenschaftliche Leistung
Balfour gilt als einer der Begründer der modernen Embryologie. 1880 machte er den Vorschlag, sämtliche Tiergruppen, die während ihrer individuellen Entwicklung eine Chorda dorsalis entwickeln, im Stamm Chordata zu vereinigen.
Im Jahre 1876 beschrieb Francis Maitland Balfour (1851–1882), in seiner Monographie über die Hai-Entwicklung, mit einem bekannten Schema die Kopf Segmentierung (siehe auch Cephalisation). Er ordnete jedem Segment einen Hirnnerv, einen Kiemenbogen und einem Kopf-Somiten zu. Insgesamt wurden acht Haupt-Segmente definiert.
1878 wurde er als Fellow in die Royal Society aufgenommen, die ihm 1881 die Royal Medal verlieh.

## Werke
- F. M. Balfour: On the Development of Elasmobranch Fishes. Macmillan, London 1878.
- F. M. Balfour: A treatise on comparative embryology. Macmillan and Co., London 1880–81.
- M. Foster, F. M. Balfour, W. Heape, A. Sedgwick: The elements of embryology. Macmillan and Co., London 1883.